# 볼런터리 체인
볼런터리 체인(voluntary chain)은 같은 업종의 상점이 몇 개 모여서 공동 사입(仕入)이나 공동 선전을 하는 것으로, 상점의 한 공동조직이다. 임의 소매점이라고도 한다. 체인 스토어와 비슷한 것이지만, 일반적으로 체인 스토어는 소매점끼리의 자본관계가 분명할 때의 경우이고, 그렇지 않은 경우는 볼런터리 체인이라 불리고, 그 참가는 임의이다.